# Nepokoření
Nepokoření je opera českého skladatele Julia Kalaše na libreto spisovatele Miloše Václava Kratochvíla. Měla premiéru 28. dubna 1961 v pražském Národním divadle na scéně Smetanova divadla (nyní Státní opera Praha).
Skladatel Julius Kalaš byl žákem Josefa Suka, prosadil se však především tvorbou v lehčích žánrech – jednak svou hudbou k četným filmům (Kalaš vyučoval i na Filmové fakultě Akademie múzických umění v Praze), jednak jako skladatel operet, zejména na konci vývoje tohoto žánru v 50. letech 20. století, kdy jeho díla (Mlynářka z Granady, Dovolená s Andělem) novému operetnímu repertoáru dominovala. Svou první a jedinou operu napsal ve spolupráci se svým fakultním kolegou, spisovatelem a scenáristou Milošem Václavem Kratochvílem, který se v 50. letech zaměřil ve své prozaické (pět románů) i scenáristické (Vávrova trilogie o třech Janech) zaměřil na zachycení období husitství v souladu s tehdejším komunistickým ideovým výkladem této epochy. Pozdním plodem této tvorby je pak libreto opery Nepokoření, které se zaměřuje na husitského hrdinu, na kterého se ve Vávrově trilogii nedostalo: Prokopa Velikého. 
Komunistickému režimu ideologicky vyhovující námět již nezajistil Kalašově opeře úspěch u obecenstva a kritiky, jež se ukázaly husitskou tematikou přesyceny. Nepokoření dosáhli jen osmi představení a 6. října 1961 se hráli naposledy. Jiné divadlo je nepřevzalo. Kalaš se k opeře již nevrátil a Nepokoření vůbec jeho hudební dílo prakticky uzavírají.

## Osoby a první obsazení

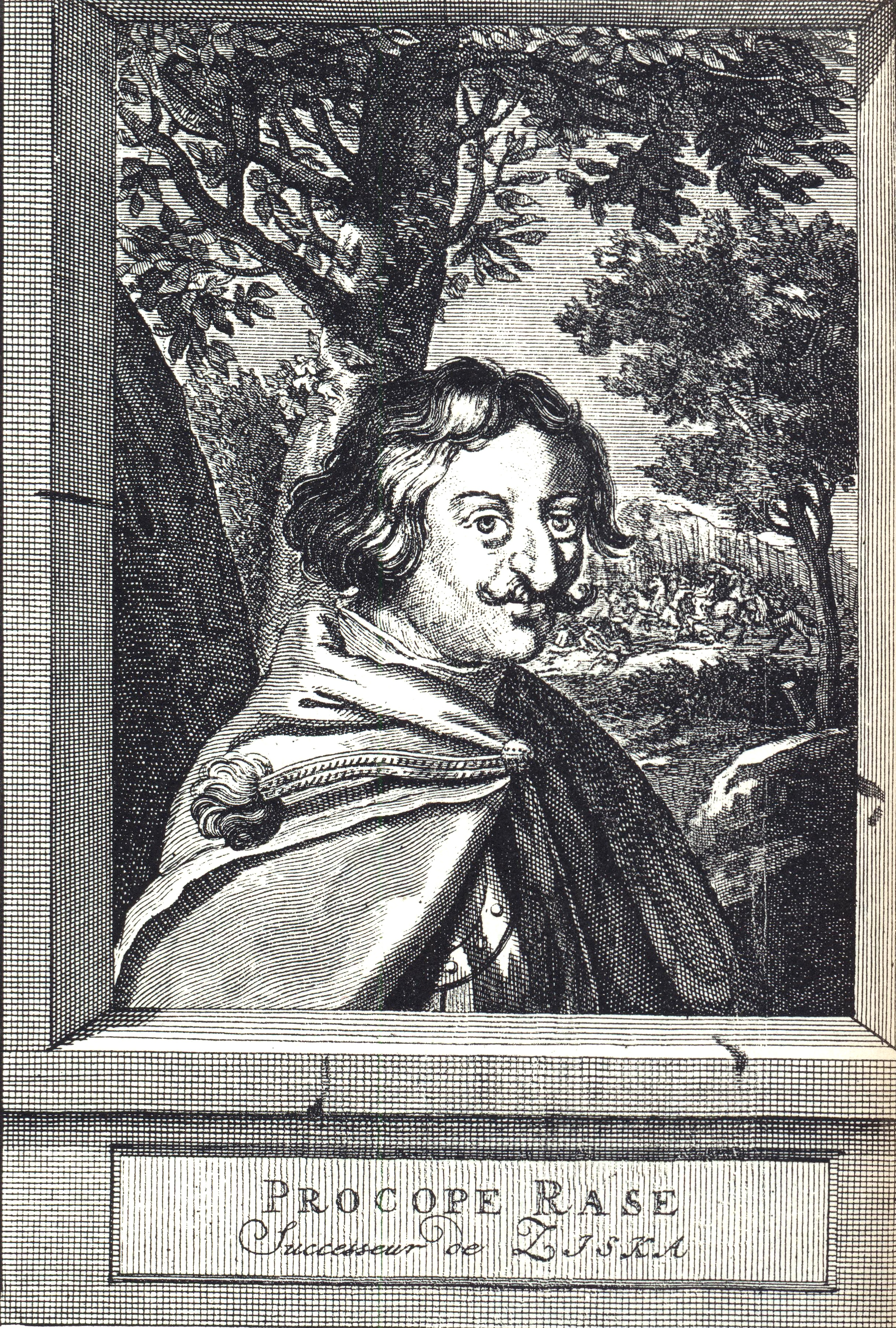
Prokop Holý (Veliký) na rytině W. Iongmana z 18. století

| osoba                          | hlasový obor | premiéra (28. dubna 1961) |
| ------------------------------ | ------------ | ------------------------- |
| Prokop Veliký                  | bas          | Eduard Haken              |
| Tomeš                          | tenor        | Beno Blachut              |
| Šimon                          | bas          | Jaroslav Veverka          |
| Mária                          | soprán       | Milada Šubrtová           |
| Fridrich Hohenzollern          | baryton      | Teodor Šrubař             |
| Julian Cesarini                | baryton      | Zdeněk Otava              |
| Bruno                          | baryton      | Jiří Schiller             |
| Agata                          | mezzosoprán  | Ivana Mixová              |
| Jörg                           | tenor        | Lubomír Havlák starší     |
| Dvorní šašek knížete Fridricha | bas          | Karel Berman              |
| Albert Rakouský                | tenor        | Viktor Kočí               |
| Vilém Saský                    | baryton      | Josef Heriban             |
| Otto Bavorský                  | baryton      | Antonín Švorc             |
| Beneš                          | tenor        | Jaroslav Stříška          |
| Jíra                           | baryton      | Jindřich Jindrák          |
| Martin                         | tenor        | Jan Hlavsa                |
| Matěj                          | bas          | Vladimír Jedenáctík       |
| Jošt                           | tenor        | Antonín Zlesák            |
| Přibík                         | bas          | Josef Celerin             |
| Majordomus                     | tenor        | Jaroslav Gleich           |
| Křižácký posel                 | tenor        | Jaroslav Rohan            |
| Alena                          | soprán       | Jadwiga Wysoczanská       |
| Lidka                          | soprán       | Milada Musilová           |
| Běta                           | mezzosoprán  | Eva Hlobilová             |
| Hlas                           | mluvená role | Zdeněk Štěpánek           |
| Dirigent: Josef Bartl          |              |                           |
| Režie: Hanuš Thein             |              |                           |
| Scéna: Josef Svoboda           |              |                           |
| Kostýmy: Marcel Pokorný        |              |                           |
| Choreografie: Jiří Němeček     |              |                           |